# Comté de Buchel
Pour les articles homonymes, voir Buchel.
Le comté de Buchel, en anglais : Buchel County, était un comté  situé à l'ouest de l'État du Texas aux États-Unis. Il est créé le 15 mars 1887, à partir des terres du comté de Presidio et baptisé à la mémoire d'Augustus Carl Buchel, un soldat durant la guerre de Sécession
Le comté est supprimé le 21 avril 1897 et intégré au comté de Brewster.